# Oralux
Oralux – projekt stworzenia dystrybucji systemu operacyjnego GNU/Linux z myślą o ludziach niewidomych.
System ten nie wymaga instalacji, jest to tzw. LiveCD, czyli system uruchamia się bezpośrednio z płyty. Graficzny interfejs użytkownika został tutaj zastąpiony przez interfejs audio. 
System obsługuje języki: portugalski (Brazylia), angielski, francuski, niemiecki, rosyjski i hiszpański.